# Al-Bahr al-Ahmar (guvernement)

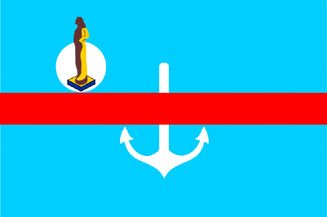
Guvernementets flagga.

Lägeskarta.

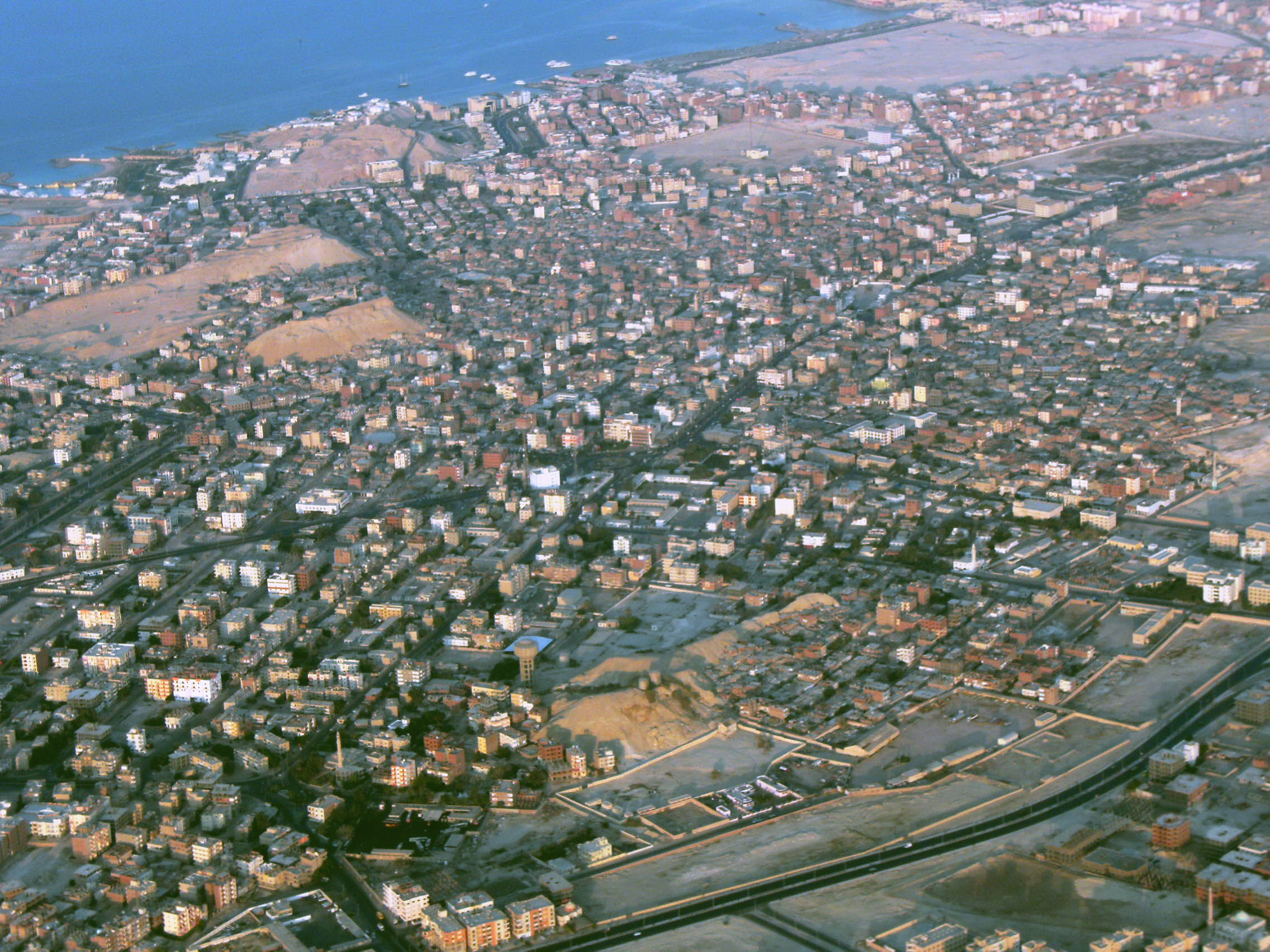
Vy över Hurghada.

Guvernementet al-Bahr al-Ahmar (arabiska: محافظة البحر الأحمر, Muhafazat al-Bahr al-Ahmar, Röda havets guvernement) är ett av Egyptens 27 muhāfazāt (guvernement). Guvernementet ligger i landets södra del längs Röda havet och gränsar mot Sudan.

## Geografi
Guvernementet har en yta på cirka 121 000 km² med cirka 300 000 invånare. Befolkningstätheten är cirka 3 invånare/km².
Landområdet Hala'ibtriangeln som både Egypten och Sudan gör anspråk på ligger längst söderut i guvernementet.

## Förvaltning
Guvernementets ISO 3166-2 kod är EG-BA och huvudort är Hurghada. Guvernementet är ytterligare indelat i 8 kism (distrikt).